# Asesinato en febrero
Asesinato en febrero es una película de cine española dirigida por Eterio Ortega Santillana.

## Argumento
La película arranca del asesinato por parte de ETA de Fernando Buesa, parlamentario del PSE-EE, y su joven escolta Jorge Díez Elorza, ertzaina, cuando se dirigían a su trabajo. Los autores buscan que el público recuerde este hecho y reflexione sobre los problemas de la sociedad vasca.

## Comentarios
Película documental de Eterio Ortega, realizador que alterna la escultura con la realización de documentales. Producida por Elías Querejeta, esta cinta obtuvo una gran acogida en la Semana de la Crítica de Cannes.
- Datos: Q5708158